# فوزینه
فوزینه (به ایتالیایی: Fusine) یک شهرستان (کومونه) در ایتالیا است که در استان سوندریو در ناحیهٔ لمباردی واقع شده‌است.

## ویژگی‌ها
فوزینه ۳۷٫۵ کیلومترمربع مساحت و ۶۵۰ نفر جمعیت دارد و ۲۸۵ متر بالاتر از سطح دریا واقع شده‌است.